# Lijst van spelers van het Luxemburgse voetbalelftal
Deze lijst van spelers van het Luxemburgse voetbalelftal geeft een overzicht van alle voetballers die minimaal dertig interlands achter hun naam hebben staan voor het groothertogdom Luxemburg. Vetgedrukte spelers zijn in 2023 nog voor het Luxemburgse elftal uitgekomen. De onderstaande cijfers zijn gebaseerd op gegevens afkomstig van de website fussball-lux en wijken in sommige gevallen af van de cijfers die de voetbalstatistieksite RSSSF hanteert. De verschillen zijn te verklaren doordat de Luxemburgse voetbalbond tot begin jaren tachtig ook interlands van het olympisch voetbalelftal en zogeheten B-interlands meenam in de officiële cijfers.

## Overzicht
- Bijgewerkt tot en met interland tegen  Slowakije op 16 oktober 2023

| Naam speler             | Debuut     | Laatst     | Interlands | Goals |
| ----------------------- | ---------- | ---------- | ---------- | ----- |
| Mario Mutsch            | 08-10-2005 | 02-06-2019 | 102        | 4     |
| Daniel Alves da Mota    | 02-06-2007 | 06-06-2021 | 101        | 7     |
| Laurent Jans            | 16-10-2012 | 16-10-2023 | 98         | 1     |
| Jeff Strasser           | 12-10-1993 | 12-10-2010 | 98         | 7     |
| Lars Gerson             | 26-03-2008 | 16-10-2023 | 95         | 4     |
| René Peters             | 26-04-2000 | 15-10-2013 | 92         | 3     |
| Jonathan Joubert        | 03-06-2006 | 10-10-2017 | 90         | 0     |
| Eric Hoffmann           | 07-03-2002 | 05-03-2014 | 88         | 0     |
| Carlo Weis              | 22-03-1978 | 31-05-1998 | 87         | 1     |
| Aurélien Joachim        | 07-09-2005 | 17-11-2019 | 80         | 15    |
| François Konter         | 09-10-1955 | 23-04-1969 | 77         | 4     |
| Ben Payal               | 06-09-2006 | 29-03-2016 | 74         | 0     |
| Robert Langers          | 10-09-1980 | 31-05-1998 | 73         | 8     |
| Manuel Cardoni          | 20-05-1993 | 13-10-2004 | 69         | 5     |
| Ernest Brenner          | 10-04-1955 | 19-09-1965 | 67         | 4     |
| Marcel Bossi            | 27-02-1980 | 27-10-1993 | 64         | 0     |
| Jeff Saibene            | 14-10-1986 | 06-10-2001 | 64         | 0     |
| Gilbert Dresch          | 08-04-1975 | 09-09-1987 | 64         | 1     |
| Christopher Martins     | 08-09-2014 | 16-10-2023 | 62         | 1     |
| Maurice Deville         | 15-11-2001 | 14-06-2022 | 61         | 3     |
| Anthony Moris           | 26-05-2014 | 16-10-2023 | 61         | 0     |
| Mathias Jänisch         | 28-03-2009 | 15-11-2018 | 59         | 1     |
| Jean-Paul Girres        | 11-09-1980 | 28-10-1992 | 58         | 2     |
| Gilles Bettmer          | 16-11-2005 | 26-03-2013 | 58         | 1     |
| Danel Sinani            | 03-09-2017 | 16-10-2023 | 58         | 12    |
| Fernand Brosius         | 30-09-1956 | 20-03-1966 | 57         | 0     |
| Nicolas Kettel          | 23-02-1946 | 04-10-1959 | 56         | 13    |
| Alphonse Leweck         | 13-02-2002 | 14-10-2009 | 56         | 4     |
| Gerson Rodrigues        | 25-03-2017 | 16-10-2023 | 56         | 17    |
| Stefano Bensi           | 11-10-2008 | 17-11-2020 | 55         | 5     |
| Guy Hellers             | 09-10-1982 | 11-10-1997 | 55         | 2     |
| Luc Holtz               | 12-10-1991 | 16-10-2002 | 55         | 1     |
| Jeannot Moes            | 15-10-1970 | 27-03-1983 | 55         | 0     |
| Paul Philipp            | 20-11-1968 | 27-04-1982 | 55         | 4     |
| Chris Philipps          | 29-02-2012 | 14-11-2019 | 55         | 0     |
| Hubert Meunier          | 07-10-1978 | 01-06-1989 | 54         | 0     |
| Léon Letsch             | 04-05-1947 | 11-05-1962 | 53         | 11    |
| Marc Birsens            | 27-04-1988 | 23-02-2000 | 53         | 1     |
| Leandro Barreiro        | 22-03-2018 | 16-10-2023 | 52         | 2     |
| Vincent Thill           | 25-03-2016 | 16-10-2023 | 52         | 3     |
| David Turpel            | 14-11-2012 | 17-11-2019 | 52         | 6     |
| Sébastien Rémy          | 21-08-2002 | 27-05-2008 | 51         | 0     |
| Dirk Carlson            | 02-09-2016 | 16-10-2023 | 50         | 0     |
| Nicolas Hoffmann        | 02-10-1960 | 26-04-1972 | 50         | 2     |
| Louis Pilot             | 11-11-1959 | 26-05-1977 | 50         | 7     |
| Jeannot Reiter          | 21-09-1977 | 15-11-1989 | 49         | 5     |
| Tom Schnell             | 09-10-2004 | 25-03-2016 | 48         | 0     |
| Théo Malget             | 27-04-1982 | 27-10-1993 | 46         | 3     |
| Bernard Michaux         | 13-05-1945 | 11-09-1959 | 46         | 0     |
| Ady Schmit              | 11-11-1959 | 15-11-1970 | 45         | 7     |
| Daniel Huss             | 26-04-2000 | 12-09-2007 | 44         | 2     |
| John van Rijswijck      | 27-02-1984 | 20-05-1993 | 43         | 0     |
| Camille Wagner          | 27-03-1948 | 16-01-1955 | 42         | 2     |
| Florian Bohnert         | 31-05-2016 | 11-09-2023 | 40         | 1     |
| Nico Braun              | 16-04-1970 | 26-03-1980 | 40         | 9     |
| Kim Kintziger           | 12-10-2005 | 17-11-2010 | 40         | 1     |
| Olivier Thill           | 31-08-2017 | 13-10-2023 | 40         | 1     |
| Gilbert Dussier         | 24-02-1971 | 07-10-1978 | 39         | 9     |
| Charles Leweck          | 24-02-2004 | 26-03-2013 | 39         | 0     |
| Jean-Pierre Hoffstetter | 27-03-1960 | 23-12-1967 | 39         | 0     |
| Marcel Di Domenico      | 07-10-1973 | 15-12-1982 | 38         | 2     |
| Henri Cirelli           | 30-09-1956 | 17-02-1965 | 37         | 6     |
| René Flenghi            | 04-01-1970 | 22-09-1976 | 37         | 0     |
| Claude Reiter           | 26-04-2000 | 11-10-2008 | 37         | 1     |
| Manou Schauls           | 04-09-1999 | 30-03-2005 | 37         | 1     |
| Joël Groff              | 11-10-1989 | 05-06-1998 | 36         | 0     |
| Ferdinand Jeitz         | 21-10-1965 | 08-04-1973 | 36         | 0     |
| Kevin Malget            | 04-06-2010 | 07-09-2021 | 36         | 2     |
| Jean Vanek              | 12-10-1994 | 05-09-2002 | 35         | 2     |
| Dany Theis              | 12-10-1991 | 06-10-2001 | 35         | 0     |
| Fernand Guth            | 24-05-1947 | 06-05-1953 | 35         | 0     |
| René Hoffmann           | 11-05-1961 | 15-10-1975 | 35         | 0     |
| Gordon Braun            | 31-05-1998 | 13-10-2004 | 34         | 1     |
| Frank Deville           | 14-02-1995 | 16-10-2002 | 34         | 0     |
| François Dumont         | 08-11-1936 | 24-05-1947 | 34         | 0     |
| Tom Laterza             | 10-10-2009 | 02-09-2016 | 34         | 0     |
| Guy Blaise              | 12-08-2009 | 05-02-2013 | 33         | 0     |
| Johny Hoffmann          | 21-10-1964 | 07-10-1972 | 33         | 0     |
| Robert Mond             | 13-03-1949 | 11-11-1959 | 33         | 3     |
| Nico Wagner             | 25-02-1979 | 05-02-1986 | 33         | 1     |
| Dan Collette            | 24-02-2004 | 05-02-2013 | 32         | 0     |
| Paul Koch               | 28-03-1990 | 18-11-1998 | 32         | 0     |
| Johny Leonard           | 11-11-1962 | 15-11-1970 | 32         | 8     |
| Paul Steffen            | 28-10-1953 | 22-12-1962 | 32         | 0     |
| Sébastien Thill         | 05-09-2015 | 11-09-2023 | 32         | 2     |
| Joseph Kirchens         | 29-09-1965 | 26-04-1972 | 31         | 3     |
| Jean Klein              | 07-04-1963 | 26-03-1969 | 31         | 4     |
| Victor Feller           | 23-02-1946 | 22-05-1952 | 30         | 6     |
| Romain Michaux          | 12-11-1975 | 13-10-1984 | 30         | 1     |
| Michael Pinto           | 07-10-2020 | 13-10-2023 | 30         | 1     |

FLF · A-internationals · Bondscoaches · Statistieken · Luxemburgs vrouwenelftal · Luxemburg U21 · Luxemburg U19 · Luxemburg U18 · Luxemburg U17 · Luxemburg U16
1911 – 1919 ·
1920 – 1929 ·
1930 – 1939 ·
1940 – 1949 ·
1950 – 1959 ·
1960 – 1969 ·
1970 – 1979 ·
1980 – 1989 ·
1990 – 1999 ·
2000 – 2009 ·
2010 – 2019 ·
2020 − 2029
OS 1920 · 
OS 1924 · 
OS 1928 · 
OS 1936 · 
OS 1948 · 
OS 1952
1911 · 
1912 · 
1913 · 
1914 · 
1915 · 1916 · 1917 · 1918 · 1919 · 
1920 · 
1921 · 1922 · 1923 · 
1924 · 
1925 · 1926 · 
1927 · 
1928 · 
1929 · 1930 · 1931 · 1932 · 1933 · 
1934 · 
1935 · 
1936 · 
1937 · 
1938 · 
1939 · 
1940 · 
1941 · 1942 · 1943 · 1944 · 
1945 · 
1946 · 
1947 · 
1948 · 
1949 · 
1950 · 
1952 · 
1952 · 
1953 · 
1954 · 
1955 · 
1956 · 
1957 · 
1958 · 
1959 · 
1960 · 
1961 · 
1962 · 
1963 · 
1964 · 
1965 · 
1966 · 
1967 · 
1968 · 
1969 · 
1970 · 
1971 · 
1972 · 
1973 · 
1974 · 
1975 · 
1976 · 
1977 · 
1978 · 
1979 · 
1980 · 
1981 · 
1982 · 
1983 · 
1984 · 
1985 · 
1986 · 
1987 · 
1988 · 
1989 · 
1990 · 
1991 · 
1992 · 
1993 · 
1994 · 
1995 · 
1996 · 
1997 · 
1998 · 
1999 · 
2000 · 
2001 · 
2002 · 
2003 · 
2004 · 
2005 · 
2006 · 
2007 · 
2008 · 
2009 · 
2010 · 
2011 · 
2012 · 
2013 · 
2014 · 
2015 ·
2016 ·
2017 ·
2018 ·
2019 ·
2020 ·
2021
Afghanistan ·
Albanië ·
Algerije ·
Armenië ·
Azerbeidzjan ·
België ·
Bosnië en Herzegovina ·
Brazilië ·
Bulgarije ·
Canada ·
Cyprus ·
DDR ·
Denemarken ·
(West-)Duitsland ·
Egypte ·
Engeland ·
Estland ·
Faeröer ·
Finland ·
Frankrijk ·
Gambia ·
Georgië ·
Griekenland ·
Hongarije ·
Ierland ·
IJsland ·
Israël ·
Italië ·
Japan ·
Joegoslavië ·
Kaapverdië ·
Kameroen ·
Kazachstan ·
Letland ·
Liechtenstein ·
Litouwen ·
Madagaskar ·
Malta ·
Marokko ·
Mexico ·
Moldavië ·
Montenegro ·
Myanmar ·
Nederland ·
Nigeria ·
Noord-Ierland ·
Noord-Macedonië ·
Noorwegen ·
Oekraïne ·
Oostenrijk ·
Polen ·
Portugal ·
Qatar ·
Roemenië ·
Rusland ·
San Marino ·
Saoedi-Arabië ·
Schotland ·
Senegal ·
Servië ·
Servië en Montenegro ·
Slovenië ·
Slowakije ·
Sovjet-Unie ·
Spanje ·
Thailand ·
Togo ·
Tsjechië ·
Tsjecho-Slowakije ·
Turkije ·
Uruguay ·
Verenigde Staten ·
Wales ·
Wit-Rusland ·
Zuid-Korea ·
Zweden ·
Zwitserland